# Дельгадо, Мартин Теофило

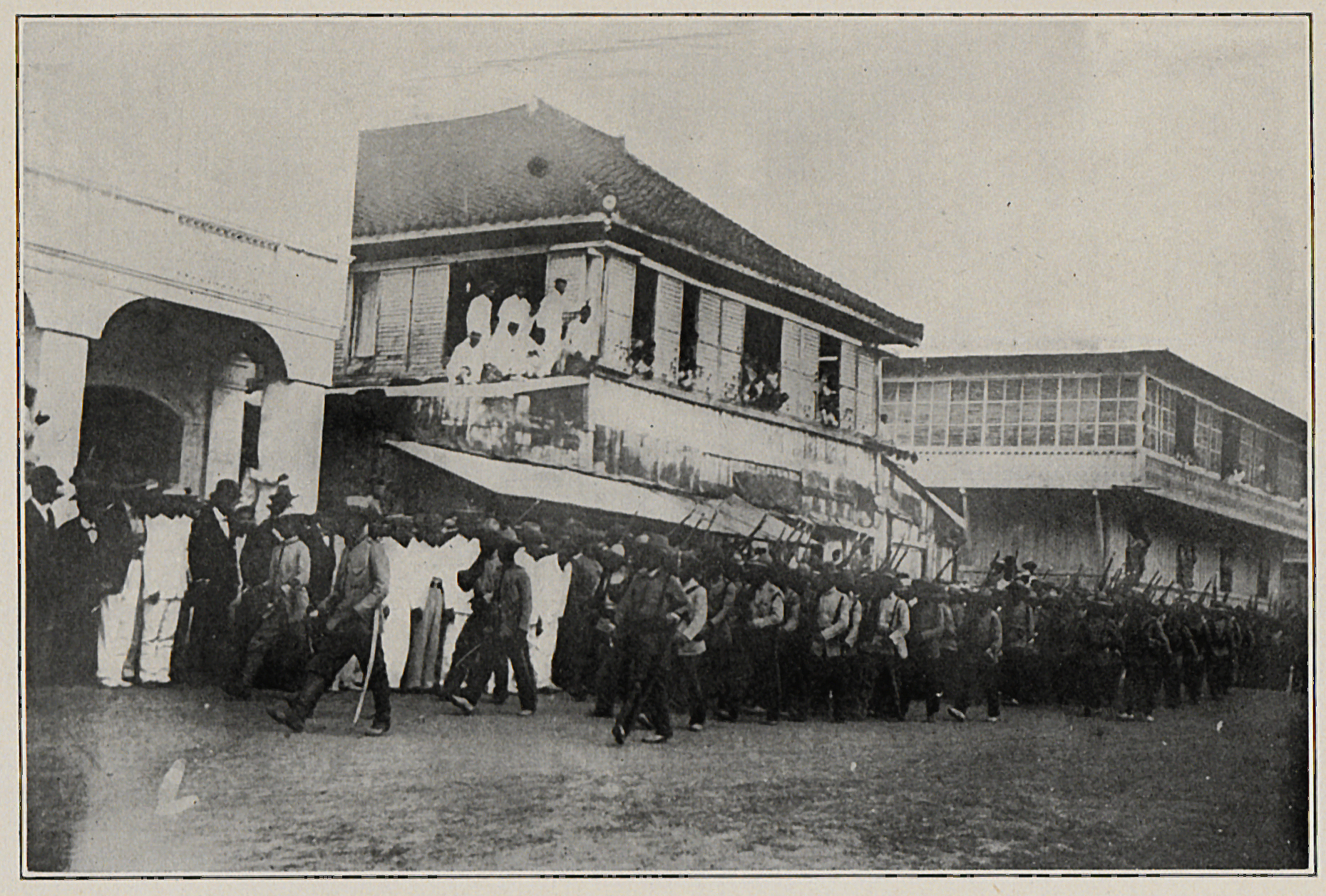
Марш отряда генерала Мартино Дельгадо, 2 февраля 1901 года

Мартин Теофило Дельгадо (филипп. Martin Teofilo Delgado, 11 ноября 1858 года, Санта-Барбара, провинция Илоило, Филиппины — 12 ноября 1918 года, Кулион, Филиппины) — филиппинский революционер и военный деятель во время Филиппинской революции и Филиппино-американской войны. Первый гражданский губернатор провинции Илоило.

## Биография
Родился 11 ноября 1858 года в семье Хасинто Дельгадо и его жены Габриэллы Бермехо в населённом пункте Санта-Барбара. Окончил начальную церковно-приходскую школу в Санта-Барбаре, после чего продолжил своё обучение в семинарии Святого Винсента Феррера в городе Харо. После семинарии обучался в университете Атенео-де-Манила в Маниле.
В возрасте 25 лет стал лейтенантом (teniente mayor) своего родного города Санта-Барбара и позднее был возведён в звание муниципального капитана (сapitan municipal). Выступал против испанских колониальных властей. Участвовал в подпольной организации, которая подготавливала восстание против Испании. 28 октября 1898 года вооружённый отряд под командованием Мартина Дельгадо взял под свой контроль муниципалитет Санта-Барбары. В этот же день состоялось одновременное взятие власти повстанцами во всех крупных городах провинции Илоило. 17 ноября 1898 года ему было присвоено звание генерал-лейтенанта. 24 декабря 1898 года испанские войска под командованием генерала Диего де лос Риоса были эвакуированы из Илоило. 25 декабря 1898 года над муниципалитетом Илоило было поднят филиппинский флаг.
12 июня 1898 года Филиппины провозгласили независимость. 28 декабря 1898 года американские вооружённые силы под командованием генерала Маркуса Миллера начали захват острова Панай. Американские военно-морские силы под командованием адмирала Джорджа Дьюи высадились на Панай и водрузили на нём американский флаг. 2 февраля 1901 года генерал Мартино Дельгадо выступил во главе отряда в составе 30 офицеров и 140 солдат в сторону города Харо. Прибыв в окрестности Харо, он обратился с ультиматумом о сдачи города его отряду к командующему региональными американскими войсками Роберту Хьюзу. После получения отказа Мартино Дельгадо принял партизанскую тактику, вступая в периодические локальные сражения с американцами. Позднее он сдался в городе Харо американскому губернатору Эдмунду Райсу.
Американские власти признали Мартино Дельгадо как «самого способного лидера» на острове Панай и назначили его 11 апреля 1901 года первым губернатором гражданской администрации провинции Илоило. 3 марта 1902 года в Илоило состоялись местные выборы и Мартино Дельгадо был избран губернатором провинции. Находился на этой должности до марта 1904 года, после чего возвратился в Санта-Барбару, где он в течение последующих восьми лет находился на должности суперинтенданта санатория для больных проказой.
Последние годы перед своей кончиной провёл смотрителем лепрозория на острове Кулион, где скончался 12 ноября 1918 года в возрасте 60 лет.
В 1998 году на главной площади города Санта-Барбара во время празднования столетия провозглашения независимости страны был установлен памятник, посвящённый Мартину Дельгадо.